# Caribbean Club Championship 2019
Caribbean Club Championship 2019 var den tjugoförsta säsongen av Caribbean Club Championship, Karibiens största fotbollsturnering. Turneringen hölls mellan 13 och 16 maj 2019 i Jamaica. Turneringen vanns av Portmore United från Jamaica som kvalificerade sig för Concacaf Champions League 2020

## Resultat

### Tabell
| Nr | Lag             | S | V | O | F | GM | IM | MS | P |
| -- | --------------- | - | - | - | - | -- | -- | -- | - |
| 1  | Portmore United | 3 | 2 | 1 | 0 | 3  | 1  | +2 | 7 |
| 2  | Waterhouse      | 3 | 1 | 2 | 0 | 5  | 3  | +2 | 5 |
| 3  | Capoise         | 3 | 1 | 1 | 1 | 5  | 5  | 0  | 4 |
| 4  | Real Hope       | 3 | 0 | 0 | 3 | 2  | 6  | −4 | 0 |

### Matcher
|             | 12 maj 2019 | Portmore United | 1 – 0           | Real Hope | Stadium East                          |                                       |
| 17:30 UTC−5 | 17:30 UTC−5 | Jovan East 3′   | (1 – 0) Rapport |           | Kingston Domare: Reon Radix (Grenada) | Kingston Domare: Reon Radix (Grenada) |
| 17:30 UTC−5 | 17:30 UTC−5 |                 |                 |           | Kingston Domare: Reon Radix (Grenada) | Kingston Domare: Reon Radix (Grenada) |
| 17:30 UTC−5 | 17:30 UTC−5 |                 |                 |           | Kingston Domare: Reon Radix (Grenada) | Kingston Domare: Reon Radix (Grenada) |

|             | 12 maj 2019 | Waterhouse                            | 2 – 2           | Capoise                          | Stadium East                                 |                                              |
| 20:00 UTC−5 | 20:00 UTC−5 | Andre Fletcher 23′ Keithy Simpson 28′ | (2 – 0) Rapport | 56′ Ivenet Noël 57′ Frantz Moïse | Kingston Domare: Keylor Herrera (Costa Rica) | Kingston Domare: Keylor Herrera (Costa Rica) |
| 20:00 UTC−5 | 20:00 UTC−5 |                                       |                 |                                  | Kingston Domare: Keylor Herrera (Costa Rica) | Kingston Domare: Keylor Herrera (Costa Rica) |
| 20:00 UTC−5 | 20:00 UTC−5 |                                       |                 |                                  | Kingston Domare: Keylor Herrera (Costa Rica) | Kingston Domare: Keylor Herrera (Costa Rica) |

|             | 14 maj 2019 | Real Hope | 0 – 2           | Waterhouse                              | Stadium East                                    |                                                 |
| 17:30 UTC−5 | 17:30 UTC−5 |           | (0 – 2) Rapport | 19′ Keithy Simpson 36′ Stephen Williams | Kingston Domare: José Raúl Torres (Puerto Rico) | Kingston Domare: José Raúl Torres (Puerto Rico) |
| 17:30 UTC−5 | 17:30 UTC−5 |           |                 |                                         | Kingston Domare: José Raúl Torres (Puerto Rico) | Kingston Domare: José Raúl Torres (Puerto Rico) |
| 17:30 UTC−5 | 17:30 UTC−5 |           |                 |                                         | Kingston Domare: José Raúl Torres (Puerto Rico) | Kingston Domare: José Raúl Torres (Puerto Rico) |

|             | 14 maj 2019 | Capoise | 0 – 1           | Portmore United | Stadium East                                                 |                                                              |
| 20:00 UTC−5 | 20:00 UTC−5 |         | (0 – 0) Rapport | 73′ Jovan East  | Kingston Domare: Randy Encarnación (Dominikanska republiken) | Kingston Domare: Randy Encarnación (Dominikanska republiken) |
| 20:00 UTC−5 | 20:00 UTC−5 |         |                 |                 | Kingston Domare: Randy Encarnación (Dominikanska republiken) | Kingston Domare: Randy Encarnación (Dominikanska republiken) |
| 20:00 UTC−5 | 20:00 UTC−5 |         |                 |                 | Kingston Domare: Randy Encarnación (Dominikanska republiken) | Kingston Domare: Randy Encarnación (Dominikanska republiken) |

|             | 16 maj 2019 | Capoise                                          | 3 – 2           | Real Hope                         | Stadium East                                    |                                                 |
| 17:30 UTC−5 | 17:30 UTC−5 | Frantz Moïse 35′, 55′ Denilson Pierre 51′ (sjm.) | (1 – 1) Rapport | 1′ Spencer Désir 82′ Roody Joseph | Kingston Domare: José Raúl Torres (Puerto Rico) | Kingston Domare: José Raúl Torres (Puerto Rico) |
| 17:30 UTC−5 | 17:30 UTC−5 |                                                  |                 |                                   | Kingston Domare: José Raúl Torres (Puerto Rico) | Kingston Domare: José Raúl Torres (Puerto Rico) |
| 17:30 UTC−5 | 17:30 UTC−5 |                                                  |                 |                                   | Kingston Domare: José Raúl Torres (Puerto Rico) | Kingston Domare: José Raúl Torres (Puerto Rico) |

|             | 16 maj 2019 | Portmore United       | 1 – 1           | Waterhouse         | Stadium East                                 |                                              |
| 20:00 UTC−5 | 20:00 UTC−5 | Jovan East 24′ (str.) | (1 – 0) Rapport | 52′ Andre Fletcher | Kingston Domare: Keylor Herrera (Costa Rica) | Kingston Domare: Keylor Herrera (Costa Rica) |
| 20:00 UTC−5 | 20:00 UTC−5 |                       |                 |                    | Kingston Domare: Keylor Herrera (Costa Rica) | Kingston Domare: Keylor Herrera (Costa Rica) |
| 20:00 UTC−5 | 20:00 UTC−5 |                       |                 |                    | Kingston Domare: Keylor Herrera (Costa Rica) | Kingston Domare: Keylor Herrera (Costa Rica) |

## Playoff
Som fjärdeplacerade lag fick Real Hope spela playoff mot vinnaren från Caribbean Club Shield 2019 om en plats i Concacaf League 2019.
|             | 19 maj 2019 | Real Hope                                                    | 0000 1 – 1 (e.fl.)         | Robinhood                                    | Stadium East                                 |                                              |
| 15:00 UTC−5 | 15:00 UTC−5 | Dunel Blaise 33′                                             | (1 – 1) Rapport            | 15′ (str.) Alan Cirilo da Costa              | Kingston Domare: Keylor Herrera (Costa Rica) | Kingston Domare: Keylor Herrera (Costa Rica) |
| 15:00 UTC−5 | 15:00 UTC−5 |                                                              |                            |                                              | Kingston Domare: Keylor Herrera (Costa Rica) | Kingston Domare: Keylor Herrera (Costa Rica) |
| 15:00 UTC−5 | 15:00 UTC−5 | Denilson Pierre Wendy Saint-Félix Spencer Désir Widlin Bruno | Straffsparksläggning 1 – 3 | Stefano Rijssel Abraham Graves Meusa Ackenie | Kingston Domare: Keylor Herrera (Costa Rica) | Kingston Domare: Keylor Herrera (Costa Rica) |